# Alcance (publicidad)
En la aplicación de las estadísticas a la esfera publicitaria y análisis de medios de comunicación, alcance se refiere al número total de hogares o personas diferentes expuestas al menos una vez a un medio durante un periodo dado. 
El alcance neto se refiere al número de personas que de hecho estará expuesto y consumirá el anuncio mientras que el bruto es el número de personas que pueden llegar a usar al medio y por lo tanto, tienen una oportunidad de ver u oír el anuncio. El alcance puede ser enunciado tanto como un número absoluto como en forma de fracción de una población dada (por ejemplo 'hogares con televisión',  'hombres' o 'personas con edades entre 25 y 35').
Para un espectador dado, se dice que ha sido "alcanzado" por el trabajo si  lo ha visto por completo (o una fracción previamente especificada) durante el periodo especificado. Los visionados múltiples por un solo miembro de la audiencia en el periodo citado no aumentan el alcance; aun así, las personas de los medios de comunicación utilizan el término alcance eficaz para describir la calidad de la exposición. El alcance eficaz y el alcance son dos formas diferentes de medir una audiencia objetivo que recibe un mensaje dado o un anuncio.
Como el alcance es un resumen del comportamiento agregado de la audiencia en función del tiempo, las cifras de alcance no tienen sentido sin un periodo de tiempo asociado a ellas: un ejemplo de dato de un alcance válido  sería declarar que "[un sitio web] tuvo un alcance diario de 1565 por millón el 21 de marzo de 2004" (aun así, los usuarios únicos, una medida equivalente, serían una medida más habitual para un sitio web).
El alcance de los canales televisivos es a menudo expresados en forma de el alcance semanal del minuto x, es decir, el número (o porcentaje) de espectadores que vio el canal durante al menos x minutos en una semana dada.
Por ejemplo, en el Reino Unido, BARB define el alcance de un canal televisivo como el porcentaje de la población en casas privadas que ve un canal durante más de 3 minutos en un día  o una semana dada. De modo parecido, para la radio, RAJAR define el alcance semanal de una estación radiofónica como el número de personas que sintoniza dicha estación  durante al menos 5 minutos (en un periodo de 15 minutos) en una semana dada.
El alcance es una medida importante para la BBC, la cual está financiada por un coste de licencia obligatorio. Busca maximizar su alcance para asegurar que todos los pagadores de su coste licencia están recibiendo valor.  El alcance y la frecuencia de exposición son también dos de las estadísticas más importantes utilizadas en gestión publicitaria. Cuando el alcance está multiplicado por la frecuencia media se obtiene una medida integrada llamada gross rating points (GRPs). El alcance puede ser calculado indirectamente del siguiente modo: alcance = GRPs / frecuencia media.